# 柏林市徽
柏林市（州）徽（德語：Wappen Berlins）是德国作为德国首都及联邦州所通用的徽记，它展示的是一只柏林熊形象。然而熊并非从一开始就是这座城市的象征。多个世纪以来，熊是与勃兰登堡之鹰和普鲁士之鹰共同组成印章及纹章图案。由于缺乏清晰的史料记载，柏林人选择熊作为纹章动物的原因已不可考。印章及纹章图案的形象有部分是受到了政治和历史事件的影响。当前形式的州徽是自1954年起生效。柏林的下属行政区早前除了州徽外还会使用自身的区徽，它们可以用作各区的象征。